# Conus typhon
Conus typhon é uma espécie de gastrópode do gênero Conus, pertencente a família Conidae.